# Natureza Morta (romance)
Natureza Morta é um romance do escritor português Paulo José Miranda, publicado em 1998 pela editora Cotovia, vencedor da primeira edição do Prémio Literário José Saramago, em 1999. Este volume faz parte de uma trilogia toda ambientada na segunda metade do século XIX, em que cada obra tem como protagonista um reconhecido artista português. Um Prego no Coração tem como personagem principal o poeta Cesário Verde; o segundo volume, Natureza Morta, traz o grande musicista João Domingos Bomtempo e a trilogia se encerra com o título Vício, narrativa que enfoca os últimos dias do poeta-filósofo Antero de Quental.